# Líbano nos Jogos Olímpicos de Inverno de 1960
O Líbano competiu nos Jogos Olímpicos de Inverno de 1960, realizados em Squaw Valley, Estados Unidos. Nesta participação, o país não conquistou nenhuma medalha.